# Cecilia Conrad
Cecilia Ann Conrad (* 4. Januar 1955 in St. Louis, Missouri) ist eine Amerikanische Ökonomin und Geschäftsführerin der Firma Lever for Change. Zuvor leitete sie bei der MacArthur Foundation den Wettbewerb 100&Change und war Professorin am Pomona College in Claremont, Kalifornien. In ihrer Forschung konzentriert sie sich auf rassen- und geschlechtsbezogene ökonomische Ungleichheiten.

## Leben

### Akademische Karriere
Cecilia Conrad absolvierte ihr Bachelor-Studium am Wellesley College – den Master- und Doktortitel in Volkswirtschaftslehre erlangte sie an der Universität Stanford. Danach trat sie eine Assistenzprofessur an der Duke University und später am Barnard College an. Während 17 Jahren arbeitete sie Professorin für Volkswirtschaftslehre am Pomona College in Kalifornien. Zudem war sie mehrere Jahre Vizepräsidentin für akademische Angelegenheiten und Leiterin der privaten Institution.
2016 erhielt sie das Ehrendoktorat der Claremont Graduate University und ein Jahr später der University of Massachusetts Dartmouth.

### Karriere
2013 wechselte sie in die Stiftung MacArthur Foundation, die sich für eine gerechtere, grünere und friedlichere Welt einsetzt. Unter anderem rief Cecilia Conrad den 100&Change Wettbewerb ins Leben. Damit vergibt die Stiftung jährlich einen Zuschuss im Wert von 100 Millionen US-Dollar für eine kreative Lösung, die einen messbaren Fortschritt bei der Lösung eines globalen Problems verspricht. 2019 wurde Cecilia Conrad Geschäftsleiterin der Non-Profit-Organisation Lever for Change. Die Organisation hilft Spendern, philanthropische Projekte zu finden. Einen besonderen Fokus wird dabei auf Projekte gelegt, die Themen wie Rassenungerechtigkeiten, geschlechtsspezifische Ungleichheiten, den Zugang zu wirtschaftlichen Chancen und den Klimawandel adressieren. Unter der Leitung von Cecilia Conrad hat die Organisation bereits Mittel in Höhe von einer Milliarde US-Dollar für soziale Projekte bereitgestellt.

## Werke und Auszeichnungen
Conrad beschäftigt sich insbesondere mit ökonomischen Ungleichheiten in der Gesellschaft. Sie hat schon mehrere Bücher veröffentlicht unter anderem Building Skills for Black Workers, in dem sie die Kluft in der Bildung und Ausbildung zwischen afroamerikanischen und weißen Arbeitnehmern untersucht. Ihre Forschungen zu rassen- und geschlechtsbezogenen Ungleichheiten wurden bereits in renommierten Fachzeitschriften wie das Feminist Economics publiziert.
Conrad erhielt 2008 den Women of Power Award von der National Urban League und 2018 den Samuel Z. Westerfield Award der National Economic Association.
2024 wurde Conrad zum Mitglied der American Academy of Arts and Sciences gewählt.